# Éclaibes

Éclaibes este o comună în departamentul Nord, Franța. În 1 ianuarie 2022 avea o populație de 265 de locuitori.